# 시모토요토미촌
시모토요토미촌(일본어: 下豊富村)은 일본 교토부 아마타군에 설치되었던 촌이다.